# 哈里·克努森
哈里·克努森（丹麥語：Harry Knudsen，1919年3月4日—1998年9月1日），丹麦前男子赛艇运动员。他曾代表丹麦参加1948年夏季奥林匹克运动会赛艇比赛，获得男子四人单桨有舵手铜牌。